# イデユコゴメ綱
イデユコゴメ綱（イデユコゴメこう、学名: Cyanidiophyceae）は、草津温泉のような酸性温泉に生育する特異な単細胞性紅藻の一群である。
多くの紅藻において赤い色のもとになっている光合成色素であるフィコエリスリンをもたないため、紅藻でありながら青緑色をしている（図1）。現生紅藻の中で最も初期に分かれたグループであると考えられている。4属10種程度が知られる小さなグループであるが、その特異な生態や実験生物としての有用性、応用的可能性などにより、比較的よく知られている。

## 特徴
イデユコゴメ綱に属する藻類はすべて単細胞不動性。多くは球形であるが、シアニディオシゾン（Cyanidioschyzon merolae; 通称「シゾン」）は楕円から棍棒状。細胞はふつう明瞭な細胞壁で囲まれているが、シアニディオシゾンは明らかな細胞外被を欠く。細胞は単核性。ゴルジ体シス面は小胞体に面している。またガルディエリア属 (Galdieria) は、大きな液胞をもつことがある。
葉緑体は細胞膜に沿って存在し、1細胞に1個だが、ガルディエリア属では葉緑体が深く切れ込んでいることがある。周縁チラコイドをもち、ピレノイドを欠く。主要補助光合成色素はフィコシアニン（C-フィコシアニン）であり、フィコエリスリンを欠くため葉緑体は青緑色を呈する。カロテノイドとして、ゼアキサンチンとβ-カロテンをもつ。貯蔵多糖はふつうグリコーゲン（ファイトグリコーゲン phytoglycogen）であるが、シアニディオシゾンではアミロペクチン（セミアミロペクチン semiamylopectin）。低分子炭水化物としてフロリドシド、イソフロリドシドを生成する。

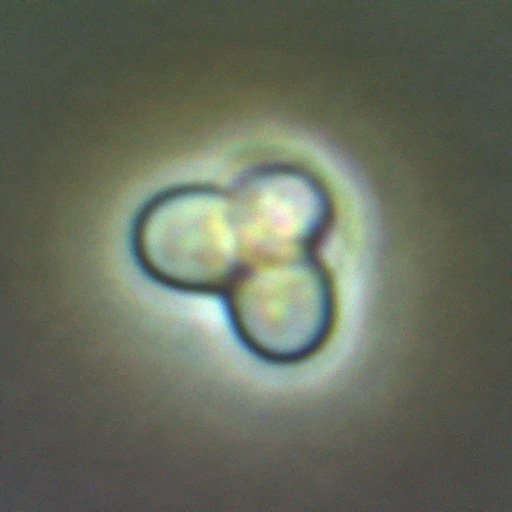
2. 二分裂途中のシアニディオシゾン (Cyanidioschyzon merolae)

光独立栄養性であるが、一部の種は従属栄養能をもち（つまり混合栄養性）、さまざまな炭素源（糖、糖アルコール）を利用可能である。100%二酸化炭素下で生育可能なものも報告されている。亜鉛、銅、ニッケル、マンガン、クロム、特にアルミニウムに対する耐性を示す。またガルディエリア属では、細胞に金、パラジウムなどが沈着することが報告されている。
多くは内生胞子を形成して無性生殖を行うが、シアニディオシゾンは二分裂によって増殖する（図2）。有性生殖は未知。
いくつかの種でゲノム塩基配列が報告されており、特にシアニディオシゾン（図2）は初めてゲノムが解読された真核藻類である。またシアニディオシゾンでは同調培養や遺伝子導入系等が確立されているため、モデル生物としてさまざまな分野で用いられている。

## 生態
多くは酸性 (pH0.05–5)、高温 (35–57°C) の温泉に生育する温泉藻であり、またその周囲の岩の表面、噴霧孔付近にも生育する（図3）。塩分濃度10％でも生育可能な種もいる（海水はふつう3.4%）。また岩の内部に生育し（岩石内生 endolithic）、弱光・乾燥耐性が高いものもいる。さらに環境DNA研究からは、常温・中性の土壌や洞窟などにもイデユコゴメ類が生育することが示されている。

## 系統と分類
特異な生育環境や光合成色素組成、単純な細胞構造のため、その分類学的位置については藍藻、緑藻、クリプト藻、灰色藻、紅藻などさまざまなグループに分類する意見があった。進化的位置についても、藍藻から真核藻類への進化過程にある生物とする考えや、藍藻を細胞内共生させた生物とする考えなどがあった。その後、紅藻（紅色植物）との類縁性が多く指摘されるようになり、分子系統解析からも、この藻群が紅藻に属することが支持されるようになった。
その特異性から、比較的古くから独立の綱とすることが提唱されていた。おそらく現生紅藻の中で最も初期に分かれたグループであり、イデユコゴメ門 (Cyanidiophyta)またはイデユコゴメ亜門 (Cyanidophytina)として、他の紅藻と分けられている（2019年現在、後者が一般的）。
2020年現在、9種ほどが知られ、ふつう1目2科（または3科）4属に分類される（下表1, 2, 図4)。ただし綱内の分類については、過渡的な状況にある。環境DNAの調査から、この藻群の中には未だ明らかではない大きな多様性が存在することが示されている。
イデユコゴメ藻綱に属する4属の比較（下表1）、および2020年現在の一般的な種までの分類体系（下表2）を下に示す。
| 形質                                                                | ガルディエリア属 Galdieria* | イデユコゴメ属 Cyanidium* | シアニディオコックス属 Cyanidiococcus | シアニディオシゾン属 Cyanidioschyzon |
| ------------------------------------------------------------------- | --------------------------- | ------------------------- | ------------------------------------- | ------------------------------------ |
| 細胞の形態                                                          | 球形                        | 球形                      | 亜球形                                | 棍棒状                               |
| 大きさ (µm)                                                         | 3–16                        | 2–5                       | 1.8–3.8                               | 1.5–3.5                              |
| 無性生殖                                                            | 内生胞子 (4–32個)           | 内生胞子(4個)             | 内生胞子(2–4個)                       | 二分裂                               |
| 明瞭な細胞壁                                                        | あり                        | あり                      | あり                                  | なし                                 |
| 大きな液胞                                                          | あり                        | なし                      | なし                                  | なし                                 |
| 核DNA量 (×104 phons)                                                | 378                         | 193                       | –                                     | 194                                  |
| 葉緑体の切れ込み                                                    | あり                        | なし                      | なし                                  | なし                                 |
| 色素体核様体の形と位置                                              | 輪状、偏在                  | 棒状、中央                | –                                     | 粒状、中央                           |
| 色素体DNA量 (×104 phons)                                            | 231                         | 72.8                      | –                                     | 8.3                                  |
| 貯蔵多糖                                                            | グリコーゲン                | グリコーゲン              | グリコーゲン                          | アミロペクチン                       |
| リノレン酸                                                          | あり                        | なし                      | –                                     | なし                                 |
| 硝酸塩利用能                                                        | なし                        | あり                      | –                                     | あり                                 |
| 塩耐性 (%)                                                          | 10                          | 3–4                       | –                                     | 3                                    |
| 至適 pH                                                             | 2.0                         | 1.5                       | –                                     | 1.5                                  |
| 従属栄養能                                                          | あり                        | なし                      | –                                     | なし                                 |
| * Galdieria は G. sulphuraria の、Cyanidium は C. caldarium の特徴. |                             |                           |                                       |                                      |

| 表2. イデユコゴメ綱の種までの分類体系の一例 (2021年現在) - イデユコゴメ綱 Cyanidiophyceae Merola in Merola, Castaldo, De Luca, Gambarella, Musacchio & Taddei, 1981 - イデユコゴメ目 Cyanidiales T.Christensen, 1962 シノニム: Cyanidioschyzonales F.D.Ott, 2009 - ガルディエリア科 Galdieriaceae Merola in Merola et al., 1981 - ガルディエリア属 Galdieria Merola, 1982 - Galdieria daedala O.Yu.Sentsova, 1991 - Galdieria maxima O.Yu.Sentsova, 1991 [= Cyanidium maximum (O.Yu.Sentsova) F.D.Ott, 1994] - Galdieria partita O.Yu.Sentsova, 1991 - Galdieria phlegrea Pinto, Ciniglia, Cascone & Pollo, 2007 - Galdieria sulphuraria (Galdieri) Merola in Merola et al., 1982 (タイプ種) - イデユコゴメ科 Cyanidiaceae Geitler, 1935 シノニム: Cyanidioschyzonaceae F.D.Ott, 2009 - イデユコゴメ属 Cyanidium Geitler, 1933 - イデユコゴメ Cyanidium caldarium (Tilden) Geitler, 1933 (タイプ種) - Cyanidium chilense Schwabe, 1936 - シアニディオコックス属 Cyanidiococcus S.-L. Liu, Y.-R. Chiang, H.S. Yoon & H.-Y. Fu, 2020 - Cyanidiococcus yangmingshanensis S.-L. Liu, Y.-R. Chiang, H.S. Yoon & H.-Y. Fu, 2020 - シアニディオシゾン属 Cyanidioschyzon P.De Luca, R.Taddei & L.Varano, 1978 - シアニディオシゾン Cyanidioschyzon merolae P.De Luca, R.Taddei & L.Varano, 1978 |